# Zentralbad (Wien)

Inserat zur Eröffnung des Wiener Zentralbades am 26. Mai 1889 (Die Presse, 25. Mai 1889)

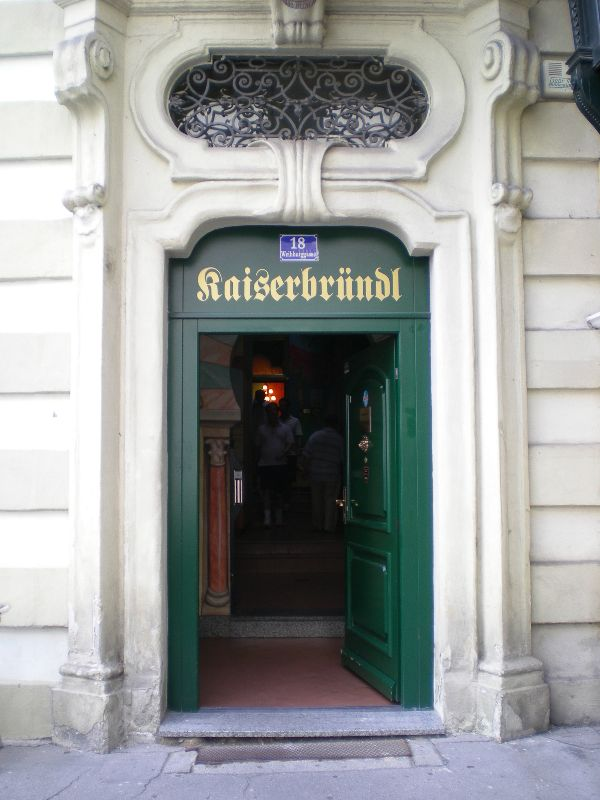
Kaiserbründl-Sauna im Zentralbad

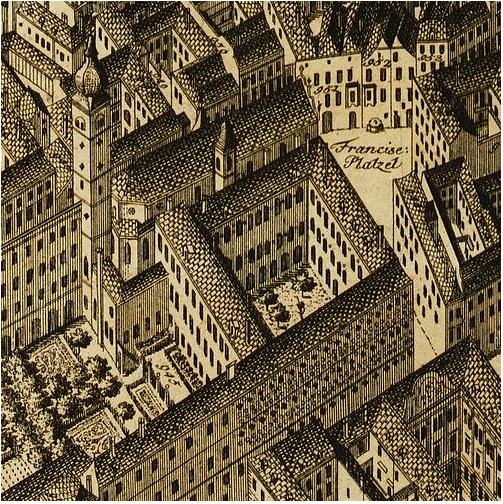
Vorgängerbau Alter Ramhof in der Weihburggasse (oben links hinter dem Turm der Franziskaner-Kirche)

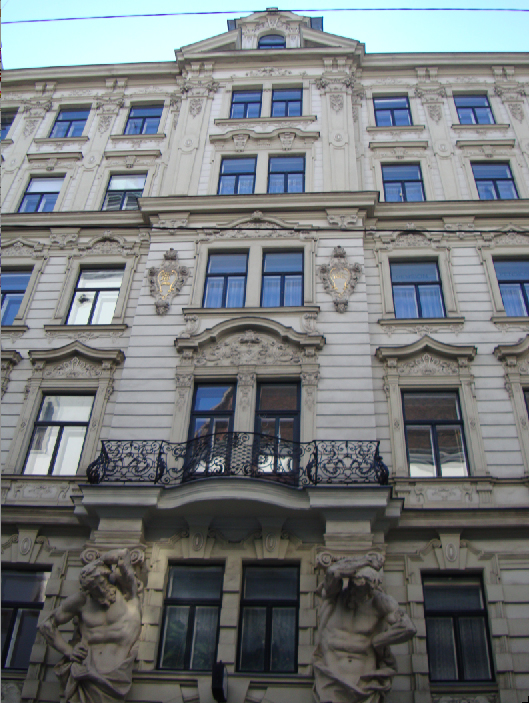
Weihburggasse 18–20

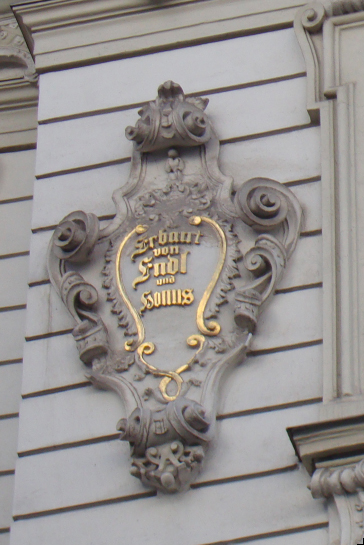
Die Architekten-Kartusche: Die andere nennt die Jahreszahl 1887.

Das Wiener Zentralbad (früher auch Centralbad oder Central-Bad), gelegen in einem Gründerzeit-Zinshaus des Späthistorismus in der Weihburggasse 18–20, war seit seiner Eröffnung 1889 und bis in die 1970er Jahre eine exklusive Badeanstalt im Zentrum von Wien. Das Zentralbad hatte jedoch nie die Funktion eines Schwimm- oder gar Sportbades, sondern wurde von Anbeginn als eine Art Wellness-Institution konzipiert, die stets von ausgewiesenen Medizinern betreut wurde. Seit den 1980er Jahren ist in einem Teilbereich der Räumlichkeiten des Bades die als „Herrensauna“ bezeichnete Schwulensauna Kaiserbründl untergebracht.

## Vorgeschichte
Das Zentralbad gilt als eines der ältesten und vornehmsten noch heute bestehenden Bade-Etablissement in Wien. Es liegt zwischen Stephansdom und Stadtpark, in nächster Nähe zur ursprünglichen Stadtbefestigung, der Weihenburg (danach benannt heute die Weihburggasse) und dem Palais Coburg. Der bis heute auf dem Areal befindliche Hausbrunnen soll schon zur Römerzeit für das hier gelegene Brückenkopf-Castell genutzt worden sein. Er ist sehr ertragreich und speiste früher den Wasserbedarf mit einem täglichen Ausstoß von rund 200.000 Litern Frischwasser.
Seit dem Mittelalter (erste urkundliche Erwähnung 1369) und bis zum Abbruch um 1880 befand sich der Alte Ramhof (ein Zentrum der Textil-Industrie) auf diesem Grundstück. Das Bad kann als Nachfolge-Institution einer Reihe von nahegelegenen Bädern des Mittelalters und der früheren Neuzeit gelten. In der näheren Umgebung des Franziskanerplatzes gab es folgende Bäder:
- Seit dem 14. Jahrhundert die Badestube bei der Himmelpforten in der Himmelpfortgasse 6 bzw. das Bürgerspitalbad.[4]
- Badestube Wollzeile.[5]
- Bad am Alten Roßmarkt, heute Straßengrund, ungefähr vor dem Haas-Haus.[6]

Seuchen wie Pest und Syphilis leiteten im 15. und 16. Jahrhundert einen Niedergang der Wiener Badekultur ein. Seitdem in der Neuzeit für die Wiener Bürger Badegelegenheiten hauptsächlich vor den Stadttoren bestanden (in der Leopoldstadt im Dianabad und auf der Landstraße im Sofienbad), war auch in der Inneren Stadt die neuerliche Errichtung einer Badeanstalt wichtig.

## Gebäude- und Innenarchitektur
Adolf Endl (1847–1887), der um 1876 gemeinsam mit Josef Honus (1850–1913) das Bauunternehmen „Endl & Honus“ gegründet hatte, entschloss sich bereits 1885 in der Weihburggasse 18–20 ein repräsentatives Wohn- und Geschäftshaus sowie eine öffentliche Badeanstalt zu errichten, woran die Architekten-Kartusche „Erbaut von Endl & Honus“ erinnert. Dieses Bauvorhaben wurde zu einem seiner wichtigsten, das er noch in der damals üblichen Formensprache des Späthistorismus gestaltete. Hier plante er im Mezzanin, im Parterre und im Souterrain eine großzügig angelegte Badeanstalt, das spätere Centralbad (zunächst als Wiener General-Bad angekündigt). Da Endl bereits 1887 starb, wurde das Badeanstalten-Projekt erst von seinen Partnern und Nachfolgern (Honus & Lang) vollendet, weil sich aufgrund des Einspruchs der Anrainer – insbesondere der Ordensbrüder des Franziskanerklosters – bei der Fertigstellung erhebliche Verzögerungen ergaben.
Mit den weiteren innenarchitektonischen Planungen wurde Albert Constantin Swoboda (1853–1941) betraut. Swoboda hatte nach seinem Studium an der Technischen Hochschule sowie an der Akademie der bildenden Künste Wien in Odessa und im Russischen Reich Erfahrungen im orientalisch-maurischen Stil gesammelt. Er zeichnete in der Folge für die Detailplanung (insbesondere die Innenausstattung) des Wiener Bades verantwortlich. Die elektrische Ausstattung übernahm die Firma Siemens & Halske. In der Neuen freien Presse ist die Eröffnung für den 26. Mai 1889 in einer großen Anzeige angekündigt worden. Doch stammt nur ein Teil der architektonischen Entwürfe der heute noch erhaltenen orientalischen Ausstattung von Swoboda.
Ein Grund- und Aufriss des ursprünglichen Bades von 1889 ist in dem Artikel von Anton Honus abgedruckt:

Fassade des Central-Bades (Allgemeine Kunst-Chronik, 10. Juli 1889, 29)
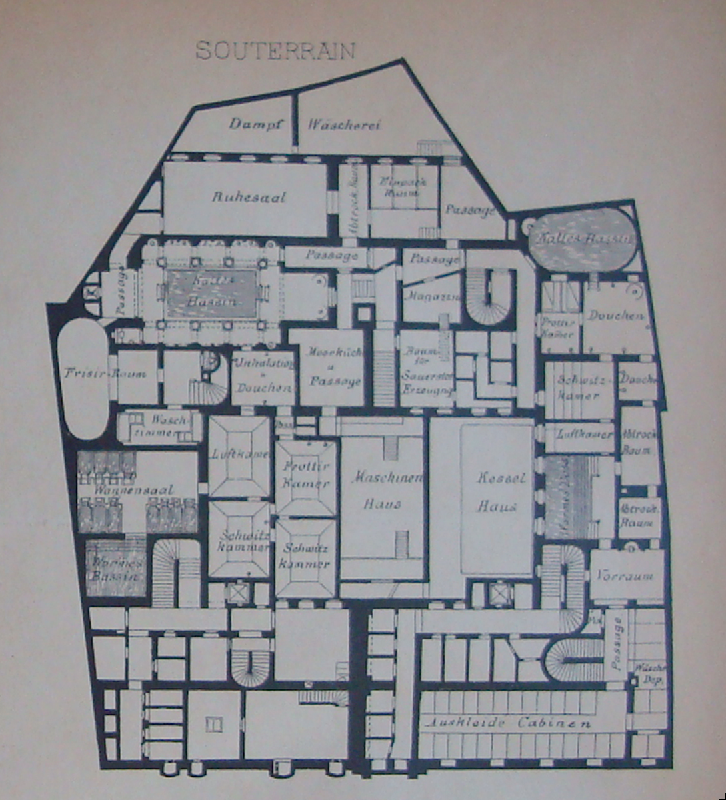
Grundriss Souterrain (aus Anton Honus’ Aufsatz: Das Wiener Zentralbad)
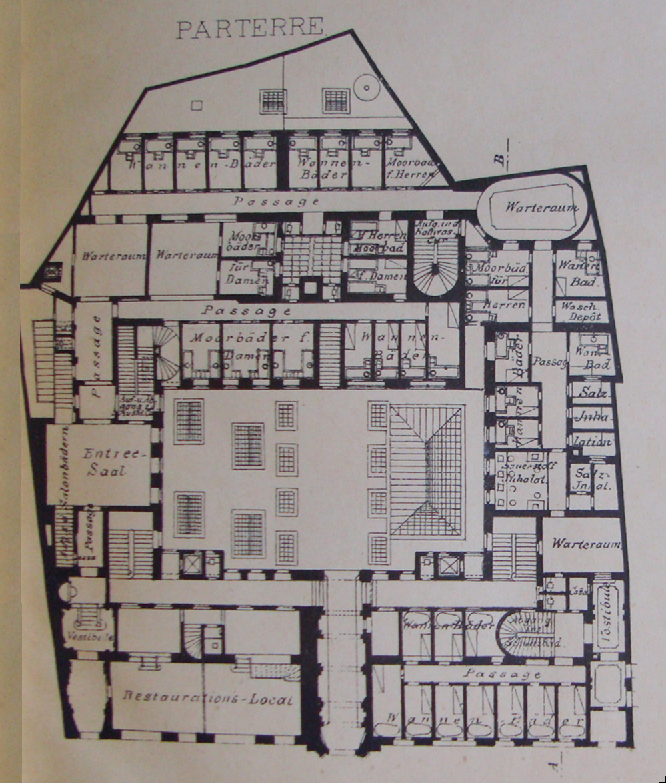
Grundriss Parterre (aus Anton Honus’ Aufsatz: Das Wiener Zentralbad)
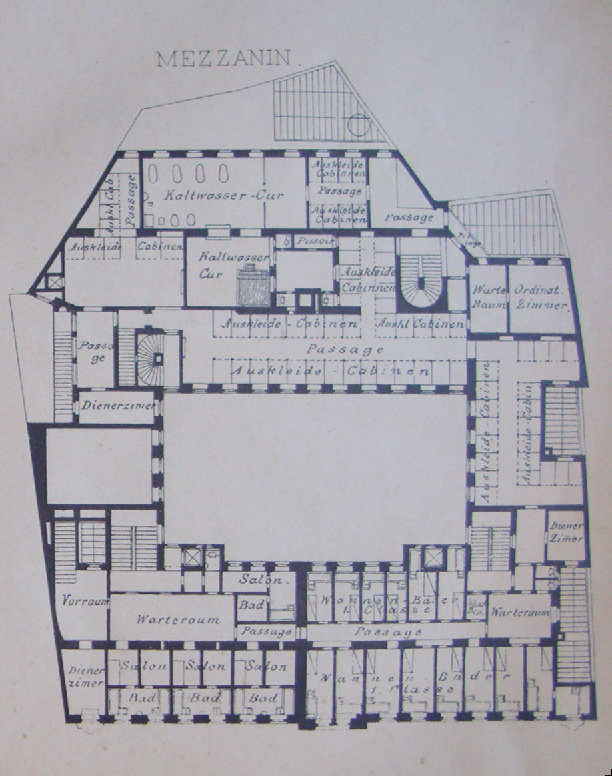
Grundriss Mezzanin (aus Anton Honus’ Aufsatz: Das Wiener Zentralbad)
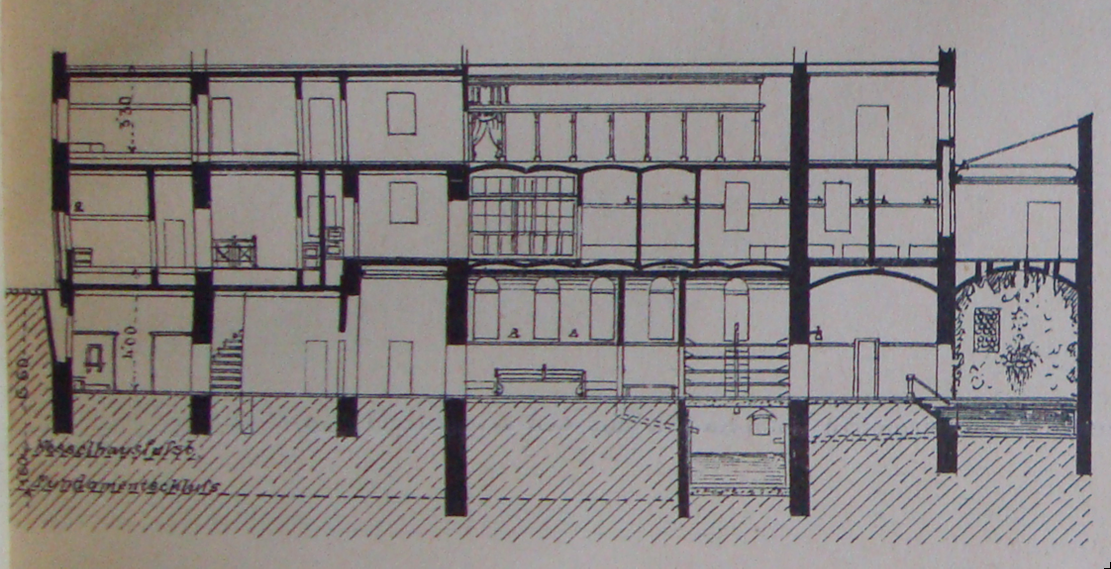
Aufriss Central-Bad (aus Anton Honus’ Aufsatz: Das Wiener Zentralbad)

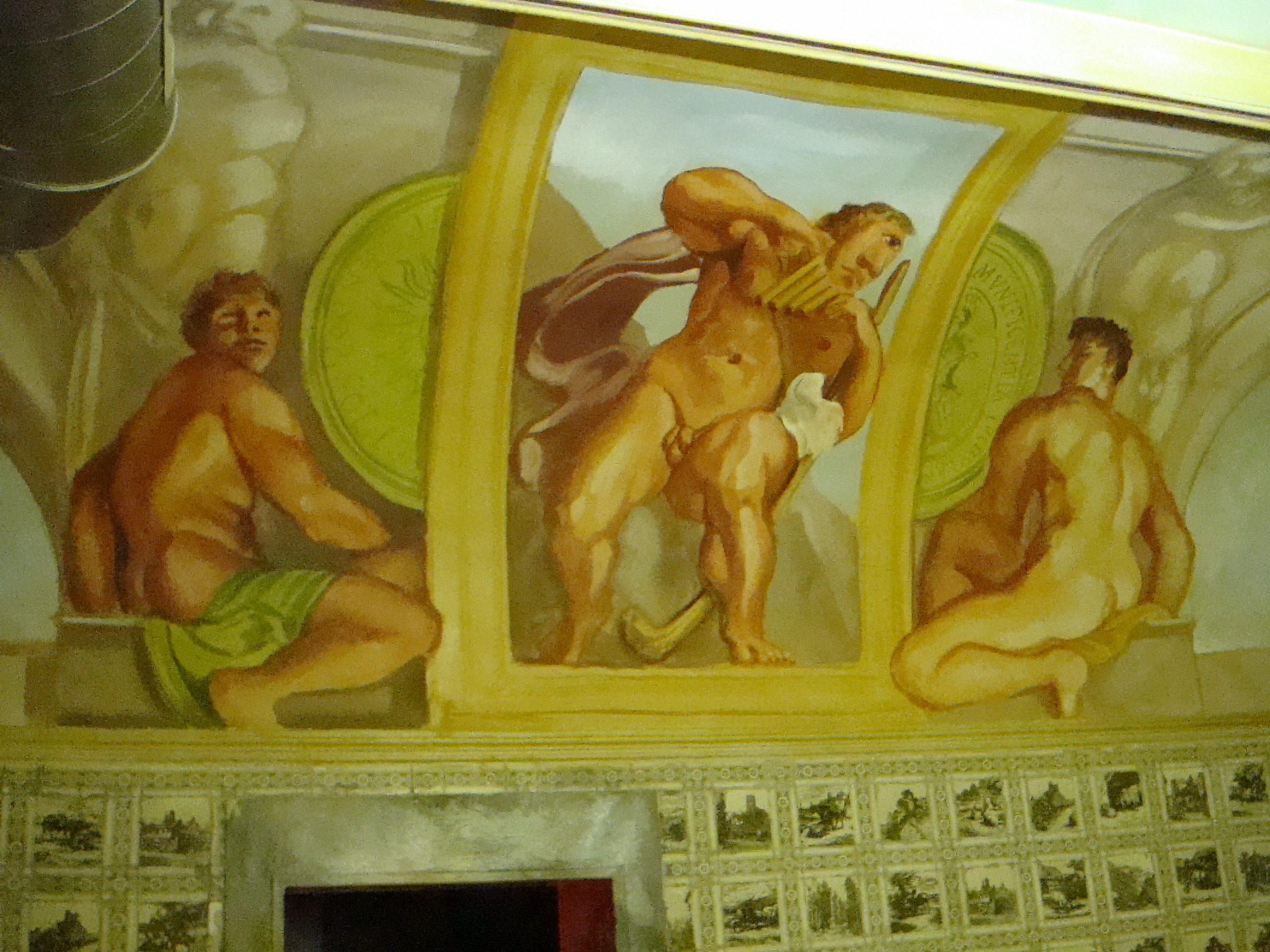
Keramik der Firma Milton (unten)

Das frühere Damen-Dampfbad – das erst 1894 von den Gebrüdern Czada in den vorigen Kesselräumlichkeiten eingerichtet wurde und dessen Ausstattung wie beim Türkischen Bad des Schlosses Albrechtsberg in Dresden (1855) im maurischen Stil in Anlehnung an den Löwenhof der Alhambra in Granada gestaltet wurde – weist noch heute ein kleines Wasserbecken auf. Noch heute ziert die Gemäuer des Bades Keramik der Firma Milton aus Stoke-on-Trent.
Die in dem Bad vorgesehenen Anwendungen umfassten Dampf-, Schwefel- und Moorbäder; darüber hinaus gab es Frigidarien und Caldarien (Wärmestrahlung aus dem Boden und Öfen von ca. 45–60 °C).

## Erwähnungen des Bades in der Literatur und in Schlagzeilen der Presse

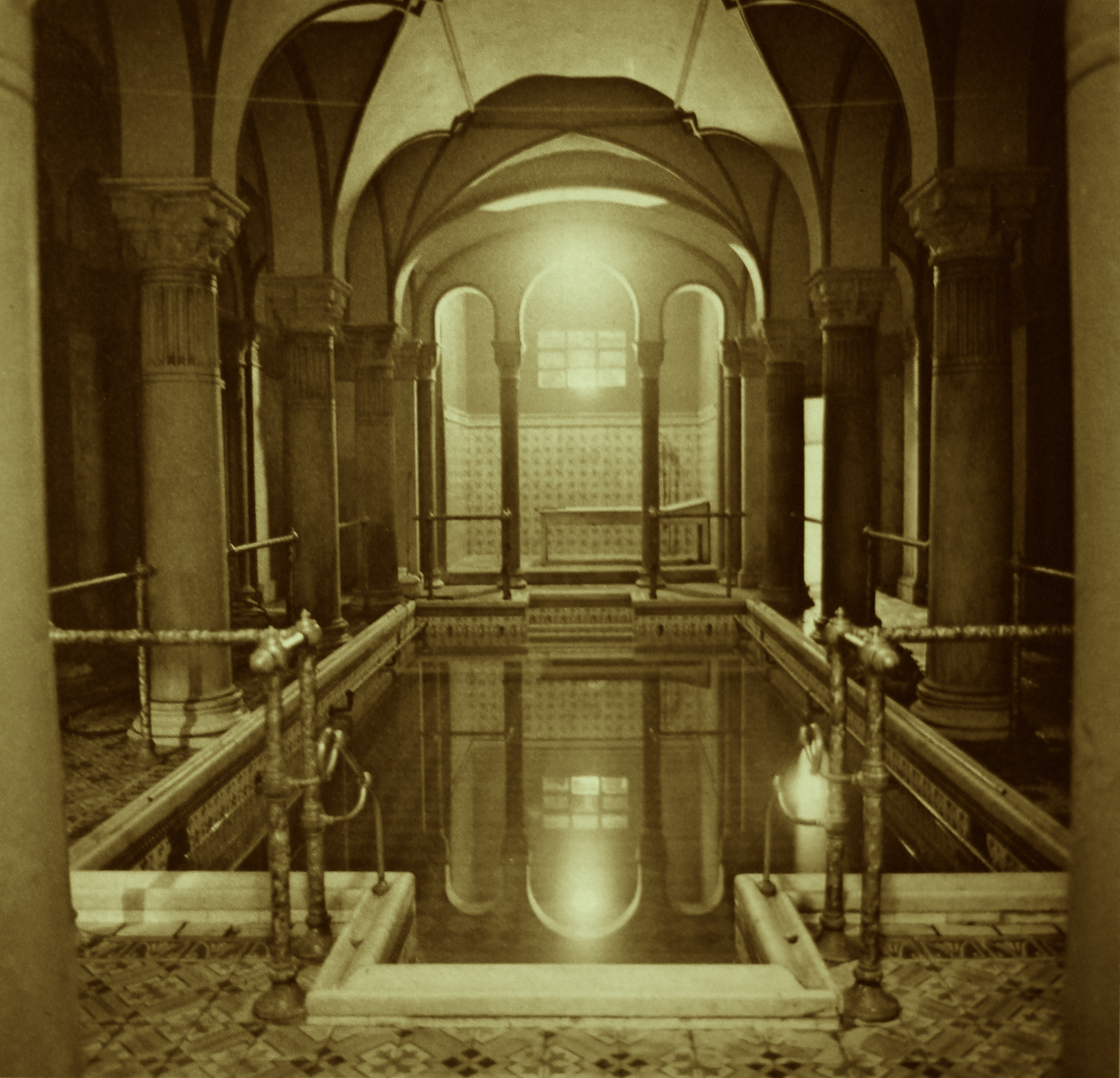
Kaltes Bassin im Souterrain (1889)

Simon Baruch, der berühmte Pionier auf dem Gebiet der Hydrotherapie und Gründer des öffentlichen Badewesens von New York, bezeichnete die von den medizinischen Kapazitäten Josef Hertzka (Badearzt in Bad Ischl) und Wilhelm Sperber (Direktor des Zentralbades) beratene Bade-Institution als “the most substantial, elegant and complete bath in the world”. Um 1900 gehörte es für gehobene Schichten dazu, das Wiener Centralbad zu besuchen, und es wird auch in Reiseführern empfohlen.
Wenige Wochen nach der Eröffnung des Bades suchte Nāser ad-Din, Schah von Persien, es am letzten Tag seines Wien-Aufenthaltes, dem 25. August 1889 auf, worüber die Neue Freie Presse jedes Detail berichtete. Ein weiterer prominenter Stammgast des Etablissements war – nach Auskunft der Fürstin Nora Fugger – um 1900 und bis zu einem Eklat 1904 beispielsweise der jüngere Bruder des Kaisers Erzherzog Ludwig Viktor sowie in den 1920er Jahren Eduard, Prince of Wales (später Herzog von Windsor).

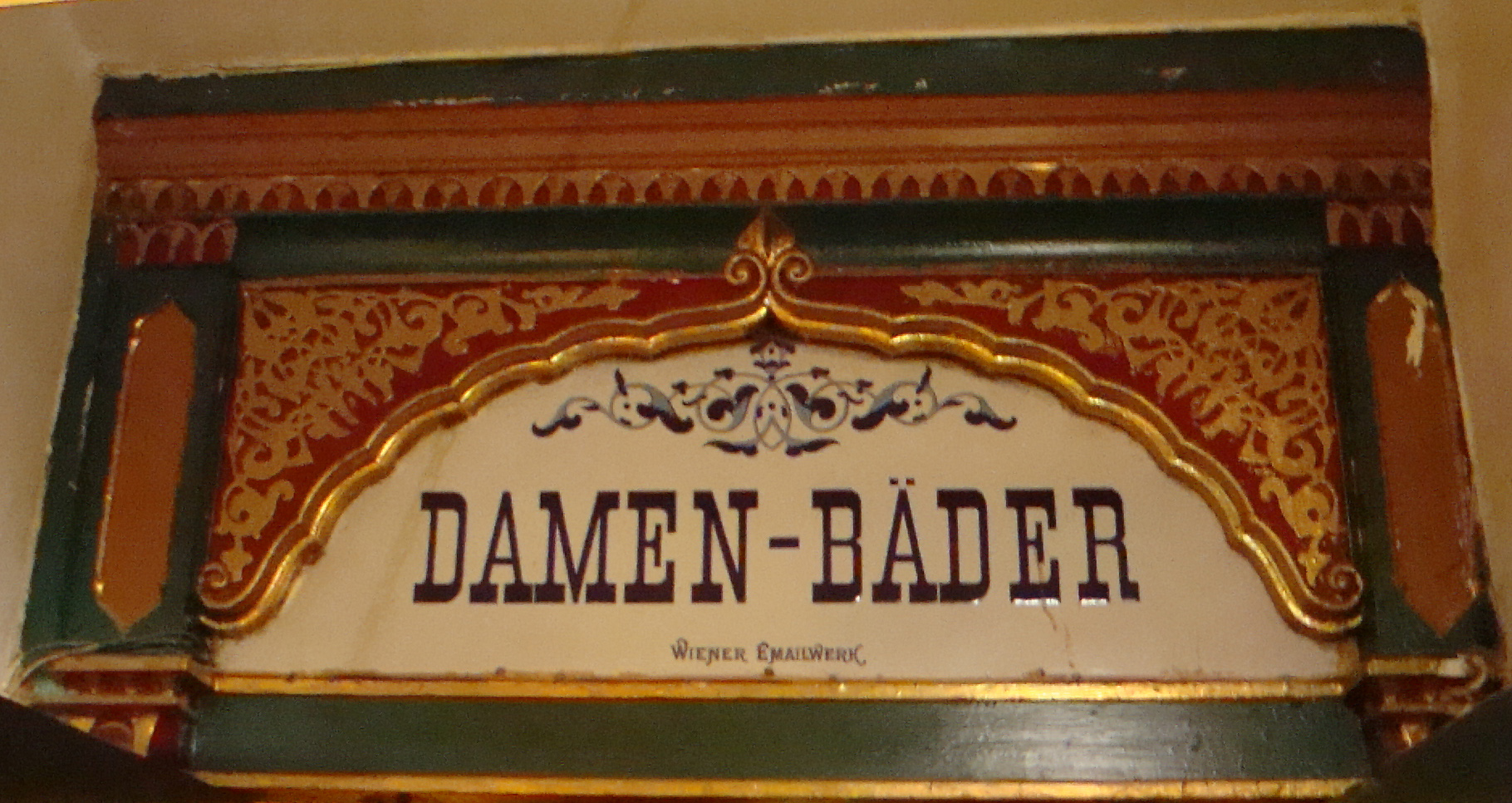
Eingang zur Damen-Abteilung

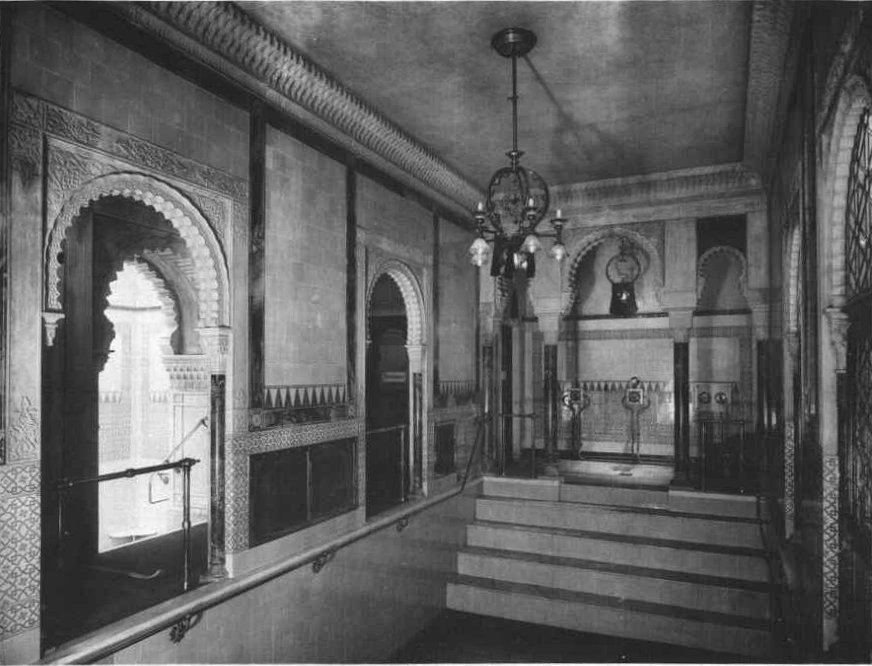
Bassin im Damen-Dampfbad (1894)

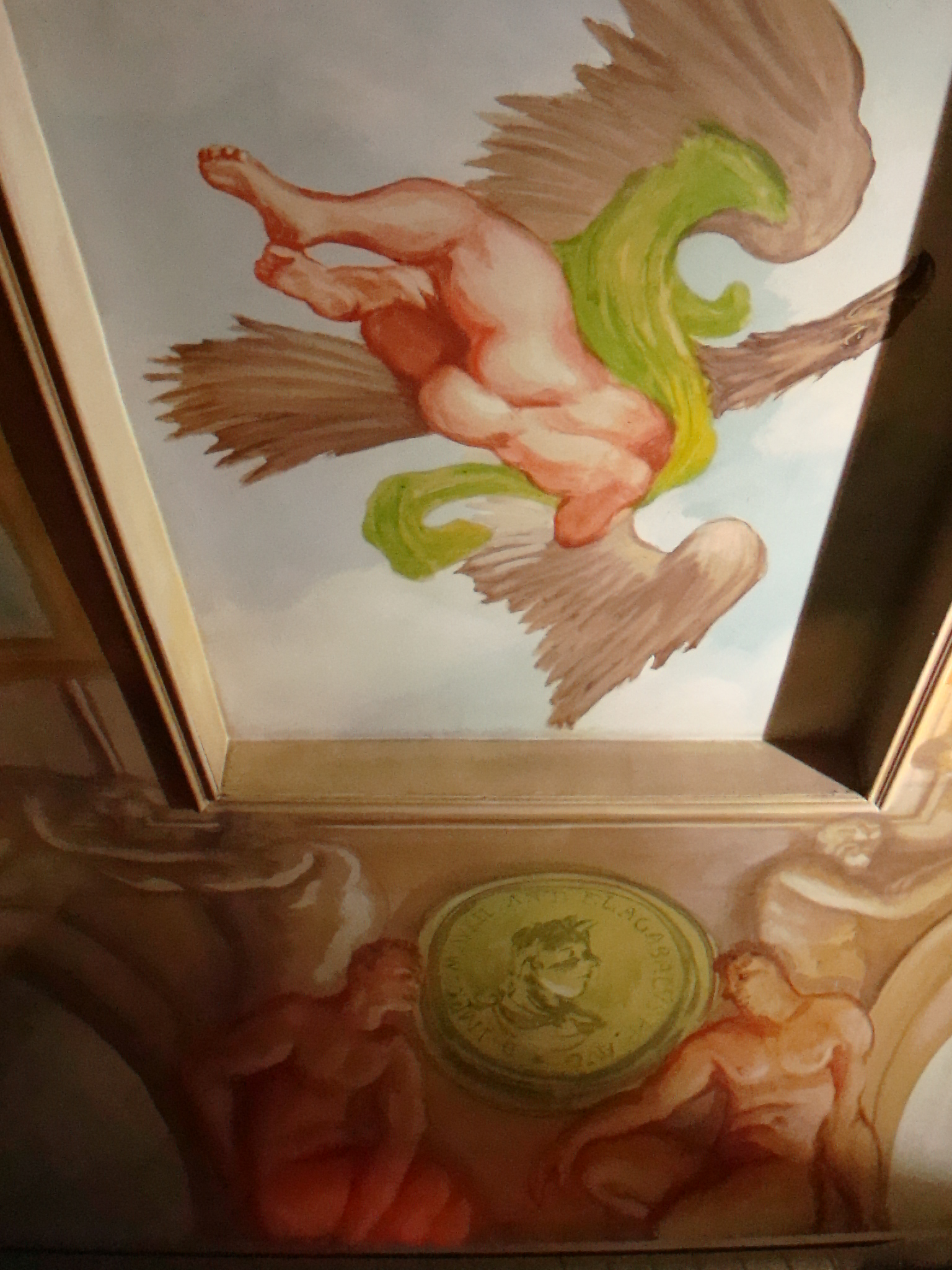
Zeus entführt Ganymed

Die Popularität in gehobenen Kreisen geht auch aus literarischen Schilderungen hervor, in denen Besuche des Bades erwähnt werden. Namhafte Künstler wurden für die Plakatwerbung verpflichtet, so auch Hermann Grom-Rottmayer, der 1904 zunächst einen Entwurf vorlegte, der zensiert wurde. In einer überarbeiteten Version wurde er dann aber doch verwendet. Aufsehen erregte der Selbstmord des „Generalsecretär-Stellvertreters“ der Nordbahn Friedrich Kunewalder, der sich im „Centralbad“ am 17. Februar 1896 „durch einen Revolverschuß entleibte“. Der Ruf des Bades blieb in den ersten 20 Jahren seines Bestehens aber eindeutig positiv: „tatsächlich ist es gelungen, mit dem Zentralbad eine hygienische Musteranstalt allerersten Ranges zu schaffen“ schrieb 1911 die Zeitung Der Fremdenverkehr. Ein Stammgast monierte wenig später aber, als das Bad Moscode Majo gehörte, die ungeheuerliche Ausbeutung des Badepersonals, das trotz teils jahrzehntelanger Anstellung zu „Sklaven“-Bedingungen über keinerlei soziale Absicherung verfüge. Während des Ersten Weltkriegs versuchte sich 1916 die Tochter eines Hofrats das Leben zu nehmen, nachdem sie durch „den Lolo“ (eine Lesbierin) in „wüste Orgien“ verwickelt wurde: „Das Mädchen wurde von Frau Puttkammer und einer Schar lesbischer Weiber im Zentralbad verführt und dann durch Drohungen gezwungen, ihnen gefügig zu bleiben.“ 1922, als das Bad – das 50 Badediener beschäftigte und einer englischen Gesellschaft (unter Verantwortung des Rechtsanwaltes Oskar Brecher) gehörte –, wurde von der „drohenden Schließung“ des Etablissements berichtet, da es mit 2 Millionen Defizit belastet sei. Der Betriebsrat der Mitarbeiter vermochte das Bad zu retten, es war aber trotzdem davon bedroht, in ein „Vergnügungslokal“ umgewandelt zu werden. Über 36 Jahre war der Leib-Hühneraugen-Operateur des Kaisers, Franz Fabrizi, im Zentralbad aktiv. 1926 wurde „korpulenten Personen“ im Zentralbad „durch ihre einzigartige amerikanische Methode Gelegenheit“ geboten, „unter ärztlicher Kontrolle Entfettungskuren zu betreiben“, es hatte auch eine „gründliche Renovierung“ des Bades stattgefunden. Unter der Überschrift „In Wien dürfen alle Neger baden“ wurde selbst kurz vor dem Ständestaat und der Nazi-Zeit die Offenheit der Institution hervorgehoben:
„Im Zentralbad teilte uns der Direktor mit, daß gerade dieses Bad sehr viel von Angehörigen der farbigen Rasse besucht werde. Dies sei damit zu erklären, daß sich das Ronacher-Varieté in unmittelbarer Nähe befinde, wo des öfteren farbige Artisten auftreten. Er erklärte, daß im Sinne der Badeordnung nur solche Badegäste vom Besuch des Bades ausgeschlossen werden könnten, die mit ekelerregenden Hautkrankheiten oder Gebrechen, die den Abscheu der übrigen Badebesucher erwecken könnten, behaftet seien. Es biete sich also gar keine Handhabe, einen Neger oder sonstigen Angehörigen der farbigen Rasse auszuschließen. Wem es nicht passe, der könne ja das Bad verlassen.“
Der österreichische Schriftsteller Karl Kraus kommt mehrmals in pikanten Zusammenhängen auf das Centralbad zu sprechen. Aus seinen knappen Anspielungen geht der Stellenwert bzw. die Wertschätzung des Bades in der öffentlichen Wahrnehmung um 1900 deutlich hervor: In der Fackel vom 8. November 1905 (VII. Jahr, Nr. 187) äußert Kraus sich unter dem Titel Die Kinderfreunde über einen Prozess gegen Theodor Beer beiläufig über den besonderen Komfort der (normalerweise) warmen Duschen im Centralbad. In seinen „Ausgewählten Schriften“ zu Sittlichkeit und Kriminalität (1908) kommentiert Karl Kraus die „Bitte um Aufhebung des § 129b, die das Wissenschaftlich-humanitäre Komitee in Berlin anläßlich der Reform des Strafgesetzes an den österreichischen Justizminister gerichtet hat“. Er geht hier also auf Magnus Hirschfelds Initiative ein, den Paragrafen gegen Homosexualität im Strafrecht auch in Österreich aufzuheben. Und schließlich lässt Kraus in seinem Monumental-Drama Die letzten Tage der Menschheit (1915/1922) einen „Abonnenten“ der Presse und einen „Patrioten“ darüber sinnieren, ob denn die Bewohner von Downing Street 10 oder Schloss Schönbrunn sich regelmäßig badeten. Der Patriot glaubt zu wissen, dass weder da noch dort ein Badezimmer eingebaut sei, und bezweifelt darüber hinaus auch (zu Recht), dass deshalb „der Kaiser […] ins Zentralbad“ gehe.

## Renovierung und Adaptionen als Café und Sauna in den 1970er Jahren

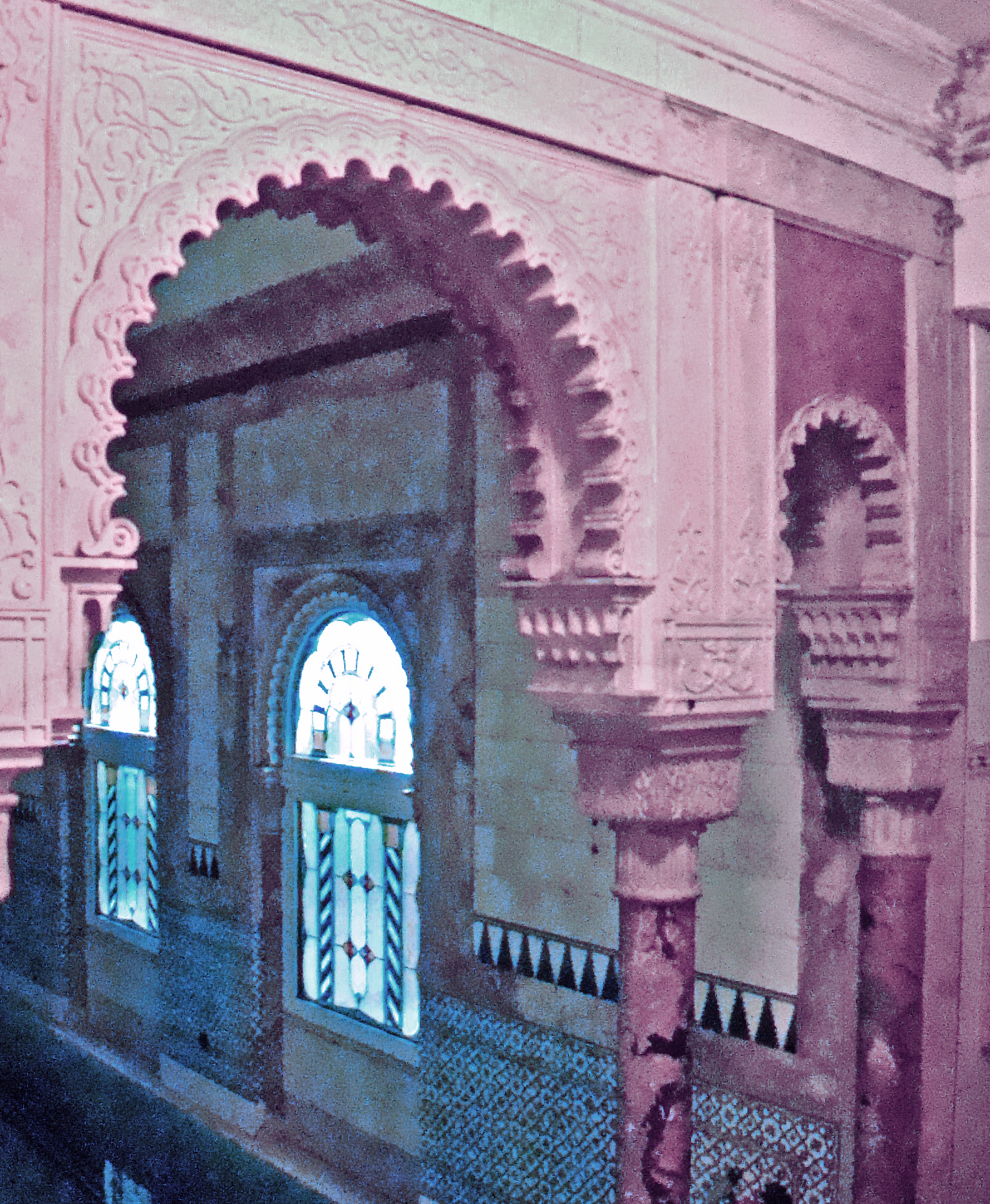
Bassin im Damen-Dampfbad (2009)

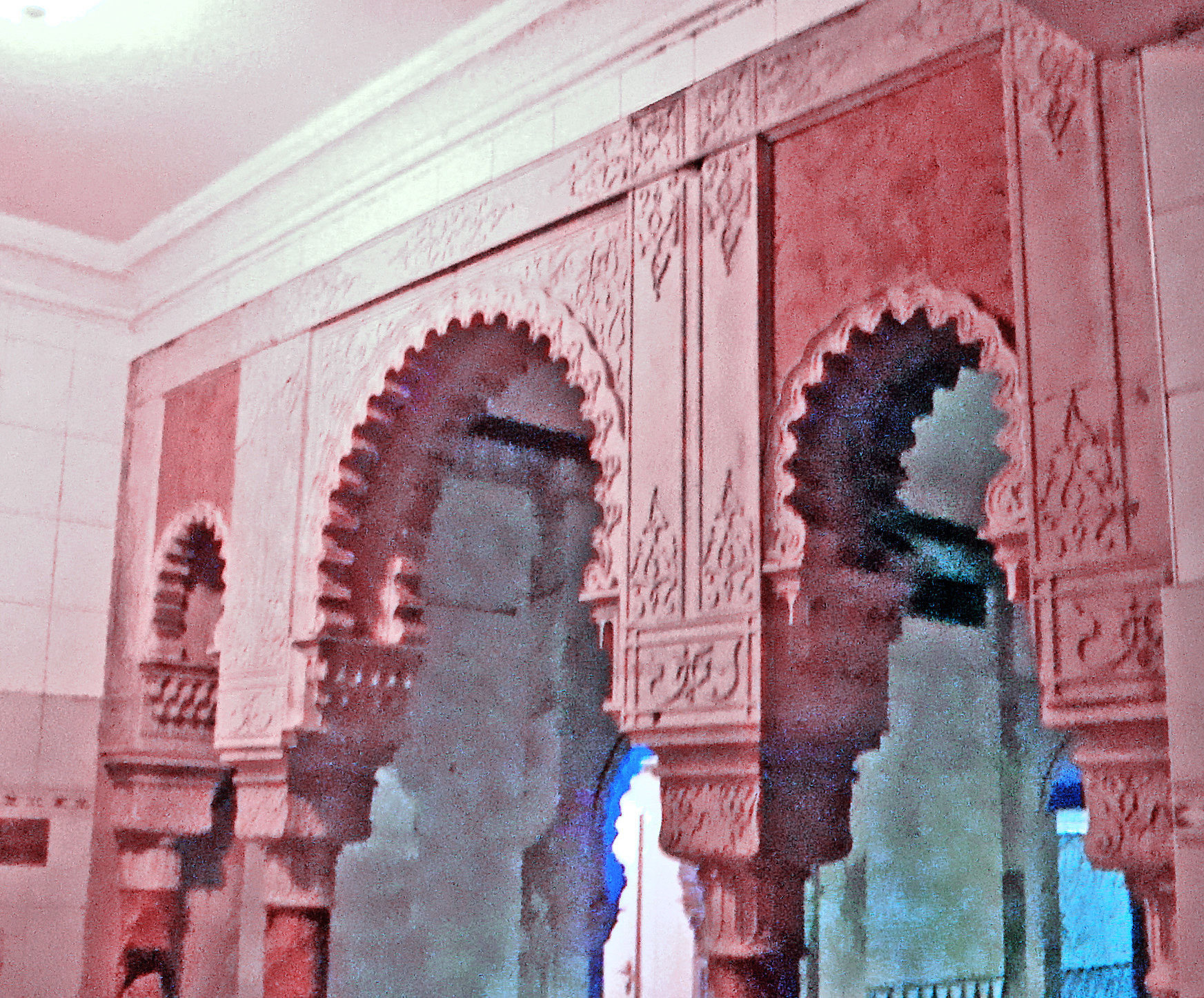
Detail im maurischen Stil (2009)

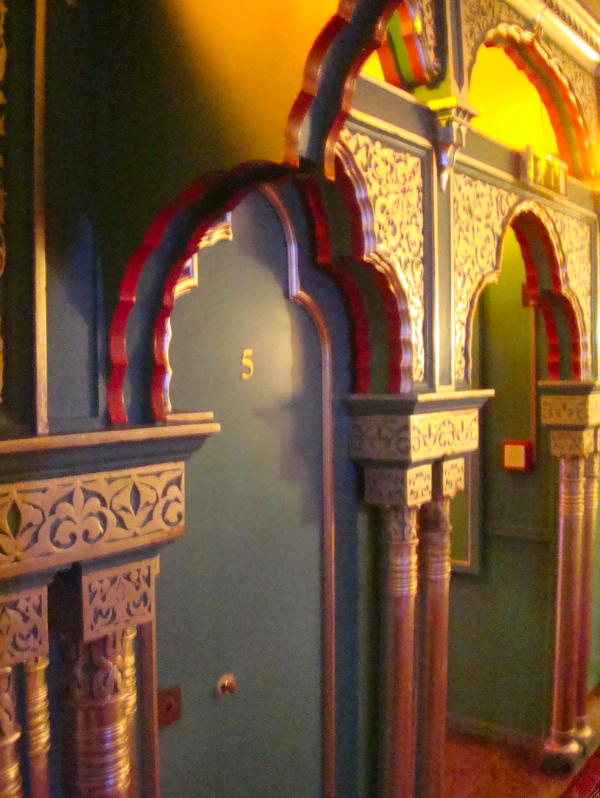
Historische Kabine

Nach dem Zweiten Weltkrieg war das Bad bis in die 1970er Jahre mit getrennter Frauen- und Männerabteilung teilweise schon als Clubsauna in Betrieb. Dann übernahmen Johann Merkader, Peter Jansky und Gottfried Gindl als Pächter das Bad und renovierten es, teils auch aus Mitteln der Stadt Wien, unter denkmalgerechten Aspekten (Leitung der Arbeiten: Architekt Josef Freisling). Jansky betrieb im ebenerdigen Teil zwischen 1978 und 1981 ein Caféhaus, das u. a. von Friederike Mayröcker besucht wurde, übersiedelte mit dieser Institution jedoch anschließend in sein Operncafé Hartauer. Der Badebetrieb für Frauen wurde seit der Neueröffnung eingestellt, zunächst blieben aber für die männlichen Gäste nur die Teile des ehemaligen Damen-Dampfbades geöffnet. Anlässlich der Neuwidmung des Etablissements seit Beginn der 1980er Jahre – als das Bad unter dem Namen Kaiserbründl als Herrensauna weitergeführt wurde – wurden eine Reihe von historisch bemerkenswerten oder auch recht spektakulären Vorkommnissen in Wiener Bädern stellvertretend der Institutionsgeschichte des Zentralbads einverleibt. Zum Beleg, dass diese Badeanstalt mit dem eigentlichen Ursprung Wiens in Verbindung zu bringen sei, ist auch die Entlehnung des Namens „Kaiserbründl“ der gefassten Wienfluss-Quelle (Kaiserbrünndl) herangezogen worden, die am 23. April 1882 von der Kaiserin Sisi besucht worden sein soll.

## Aktuelle Funktion alsKaiserbründl
Seit der Renovierung in den 1990er-Jahren weisen die Räumlichkeiten des Bades freizügige Wand- und Deckenmalereien des Künstlers und Bühnenbildners Stefan Riedl auf. Teilweise sind sie von berühmten Gemälden oder auch bekannten Mythen (etwa Zeus und Ganymed) inspiriert, wie etwa die von ihm ausgestaltete „Römische Grotte“ (mit Lararium und Nymphaeum). Die Decke des heute zu einem Tempel umgestalteten Saales des früheren Kalten Bassins im Herrenbad, das erst seit 1999 wieder zugänglich ist, zeigt Merkmale des Jugendstils. Das dort bis in die 1970er Jahre benutzbare Wasserbecken ist noch erhalten, wurde aber abgedeckt.
Für Frauen ist das Etablissement nur zu seltenen Anlässen zugänglich, für Club-Events oder Präsentationen. Es diente jedoch für eine ganze Reihe von Filmaufnahmen als Kulisse, darunter Comedian Harmonists, Tatort und eine Folge von Kommissar Rex. Auch namhafte Schauspieler, wie etwa Klaus-Maria Brandauer oder Hollywood-Star Mickey Rourke (9½ Wochen in Paris, 1997) drehten hier, und George Michael war zu Gast.
Überregionale Medienberichte erlangte die Institution auch durch den Vermisstenfall des amerikanischen UNIDO-Mitarbeiters Aeryn Gillern, der sich unmittelbar vor seinem Verschwinden am 29. Oktober 2007 im Zentralbad-Kaiserbründl aufgehalten haben soll. Wie einst durch den „Wachler“ (österr.) Gillern, gibt es in der Finnischen Sauna nach wie vor Aufgüsse mit natürlichen ätherischen Ölen, die von ambitionierten Besuchern und Musicaldarstellern durchgeführt werden.
Am 10. Juni 2017 (Life Ball) sind neben dem Tempel eine ganze Reihe von neu adaptierten Räumlichkeiten eröffnet worden. Seit 2018 finden regelmäßig Partys im Adamskostüm oder im Seifenschaum statt.
Das heutige Publikum des Etablissements umfasst Angehörige aller Gesellschaftsschichten (und unterschiedlichen Alters zwischen 18 und ca. 80 Jahren), darunter auch Künstler, Adel, Geistlichkeit und Diplomaten aller Gegenden der Welt.
Während der monatelangen Lockdowns wegen der Corona-Pandemie 2020/2021 erlebte das Etablissement die längsten Schließzeiten seiner Geschichte.